# ناثان وانغ
ناثان وانغ (بالإنجليزية: Nathan Wang)‏ هو مؤلف موسيقى تصويرية وملحن أمريكي، ولد في 8 أغسطس 1956 في لوس أنجلوس في الولايات المتحدة.

## وصلات خارجية
- ناثان وانغ على موقع IMDb (الإنجليزية)
- ناثان وانغ على موقع ميوزك برينز (الإنجليزية)
- ناثان وانغ على موقع أول ميوزيك (الإنجليزية)
- ناثان وانغ على موقع قاعدة بيانات الفيلم (الإنجليزية)